# Edwig Van Hooydonck
Edwig Van Hooydonck (Ekeren, 4 augustus 1966) is een Belgisch voormalig wielrenner. Hij was beroepsrenner van 1986 tot en met 1996. 

## Carrière
Van Hooydonck kon goed uit de voeten in de Vlaamse Ardennen en won twee keer de Ronde van Vlaanderen. Daarin kreeg hij zijn bijnaam Eddy Bosberg, omdat hij bij zijn beide overwinningen telkens een beslissende demarrage plaatste op de Bosberg, traditioneel de laatste helling voor de aankomst.
Ook in de Brabantse heuvels reed hij een mooi palmares bij elkaar: hij is recordhouder met vier overwinningen in de Brabantse Pijl.
Hij reed zijn hele carrière voor ploegen van Jan Raas. Halverwege het seizoen 1996 beëindigde hij enigszins vroegtijdig zijn carrière. Hij kon niet meer volgen met de toprenners terwijl hijzelf proper reed. Hij wilde dit zo houden en er zat dus niets anders op dan stoppen met wielrennen. Van Hooydonck liet zich in een aantal commentaren kritisch uit over het dopinggebruik en de opkomst van epo in het wielerpeloton.

## Persoonlijk leven
Zijn oudere broer Gino was ook beroepswielrenner. Edwig is de oom van profwielrenner Nathan Van Hooydonck, de zoon van Gino die tot en met 2023 voor Jumbo-Visma reed. Edwigs zoon Dante was als wielrenner actief bij de jeugd.

## Politiek
Naast zijn beroepswerkzaamheden is Van Hooydonck tegenwoordig in zijn woongemeente Wuustwezel politiek (VLD) actief.

## Belangrijkste overwinningen
1984
- Belgisch kampioen op de weg, junioren

1986
- Ronde van Vlaanderen U23

1987
- Brabantse Pijl
- 5e etappe Ronde van Nederland

1988
- Grote Prijs Eddy Merckx
- GP de la Libération
- Proloog Ruta del Sol
- Eindklassement Ruta del Sol
- 3e etappe Ronde van de Middellandse Zee
- Tour de l'est de la Belgique

1989
- Ronde van Vlaanderen
- Kuurne-Brussel-Kuurne
- GP Denain

1990
- Dwars door Vlaanderen

1991
- Ronde van Vlaanderen
- Brabantse Pijl
- GP Libération
- Schaal Sels
- La Marseillaise

1992
- 6e etappe Ronde van Spanje
- 3e etappe Ronde van Ierland
- 4e etappe Ster van Bessèges
- GP La Marseillaise
- GP Denain

1993
- Brabantse Pijl
- 2e etappe Ronde van Romandië
- 3e etappe B Ronde van Luxemburg
- Stadsprijs Geraardsbergen

1995
- Brabantse Pijl

## Resultaten in voornaamste wedstrijden
| Jaar | Ronde van Italië | Ronde van Frankrijk | Ronde van Spanje |
| ---- | ---------------- | ------------------- | ---------------- |
| 1987 |                  |                     |                  |
| 1988 |                  |                     |                  |
| 1989 |                  | 110e                |                  |
| 1990 |                  | 101e                |                  |
| 1991 |                  | 103e                |                  |
| 1992 |                  | opgave              | 116e (1)         |
| 1993 |                  | 136e (laatste)      |                  |
| 1994 |                  | opgave              |                  |
| 1995 |                  |                     | 102e             |
| 1996 |                  |                     |                  |

| Jaar | Milaan-San Remo | Gent-Wevelgem | Ronde van Vlaanderen | Parijs-Roubaix | Amstel Gold Race | Luik-Bast.‑Luik | Omloop Het Volk | Brabantse Pijl | Dwars door Vlaanderen |  | WK op de weg |  | Wereldranglijsten |
| ---- | --------------- | ------------- | -------------------- | -------------- | ---------------- | --------------- | --------------- | -------------- | --------------------- |  | ------------ |  | ----------------- |
| 1987 |                 |               | 27e                  | 5e             |                  |                 |                 | Goud           |                       |  |              |  | 29e (SPP)         |
| 1988 |                 |               | 22e                  | 19e            | 25e              | 32e             | 12e             | 4e             |                       |  | 77e          |  | 84e (UWB)         |
| 1989 |                 |               | ↑                    | ↑              | 39e              |                 |                 | 7e             |                       |  | opgave       |  | 6e (UWB)          |
| 1990 |                 | 72e           |                      | ↑              | 66e              | 108e            | Zilver          | 7e             | ↑                     |  |              |  |                   |
| 1991 | 13e             | 162e          | ↑                    | 17e            | 14e              | 9e              | Brons           | Goud           |                       |  | 49e          |  | 4e (UWB)          |
| 1992 | 11e             |               | ↑                    | 18e            | 45e              | 10e             |                 | 4e             |                       |  |              |  | 17e (UWB)         |
| 1993 |                 |               | 7e                   | 6e             | 79e              | 32e             |                 | Goud           |                       |  |              |  | 16e (UWB)         |
| 1994 |                 | 93e           | 9e                   | 40e            | 47e              | 47e             | 25e             | 5e             |                       |  | opgave       |  |                   |
| 1995 | 33e             | 35e           | 42e                  | 13e            | 30e              | 60e             | ↑               | Goud           |                       |  |              |  |                   |
| 1996 | 93e             | 69e           |                      |                |                  |                 | 5e              | ↑              | Zilver                |  |              |  |                   |